# Точка G
G-точка чи точка Грефенберга — жіноча ерогенна зона в районі передньої вагінальної стінки, утворена прилеглими до вагіни внутрішніми структурами клітора. Стимуляція цієї ділянки може призводити до сексуального збудження та оргазму. Знаходиться на приблизно 50-80 мм всередині вагіни, на передній її стінці, за лобковою кісткою і уретрою.
Точка G пов'язана з парауретральними залозами (Скіна) та сечовипускальним каналом. Секреція цих залоз під час стимуляції може викликати ефект, відомий як жіноча еякуляція або сквіртінг.
Названа на честь німецького гінеколога Ернста Грефенберга (нім. Ernst Gräfenberg). З 1940-х років тривають суперечки щодо її структури, тлумачення і розташування. Сексологи й інші дослідники стурбовані тим, що деякі жінки вважають відсутність стимуляції G-точки як сексуальну дисфункцію, і акцентують, що це є нормальним. Існування G-точки як джерела жіночої еякуляції не доведено.
Зібравши результати 100 досліджень, проведених за останні 60 років, урологи з госпіталю Єль-Нью Гевен дійшли висновку, що точка G — не більше ніж міф, створений сексопатологами й порнографією. Численні анатомічні обстеження із застосуванням ультразвуку і біопсії не підтвердили існування цієї ерогенної зони

## Стимуляція
- Руками: використовуйте один або два пальці, зігнувши їх у напрямку до передньої стінки піхви. Рухайте пальцями у формі гачка або виконуйте легкі натискання.
- Секс-іграшки: використовуйте спеціальні іграшки з вигнутою формою, розроблені для стимуляції точки G.
- Під час проникнення: позиції, що дозволяють стимулювати передню стінку піхви, наприклад, «жінка зверху» або «доггі-стайл» із правильною орієнтацією, можуть впливати на точку G.

## Структура
Два основних методи використали для визначення і виявлення G-точки: самооцінка рівня збудження під час стимуляції G-точки й ультразвукова технологія для виявлення фізіологічних відмінностей у жінок і змін у G-точці упродовж сексуальної активності.
Вважається, що G-точка розташована на приблизно 50-80 мм на передній вагінальній стінці, за лобковою кісткою і уретрою. Описується, що для зони G-точки потрібна пряма стимуляція: наприклад, натискання двох пальців на цю ділянку. Спроба стимуляції G-точки пенісом при статевому акті, особливо в місіонерській позі, складна через специфічний кут проникнення.

### Вагіна та клітор

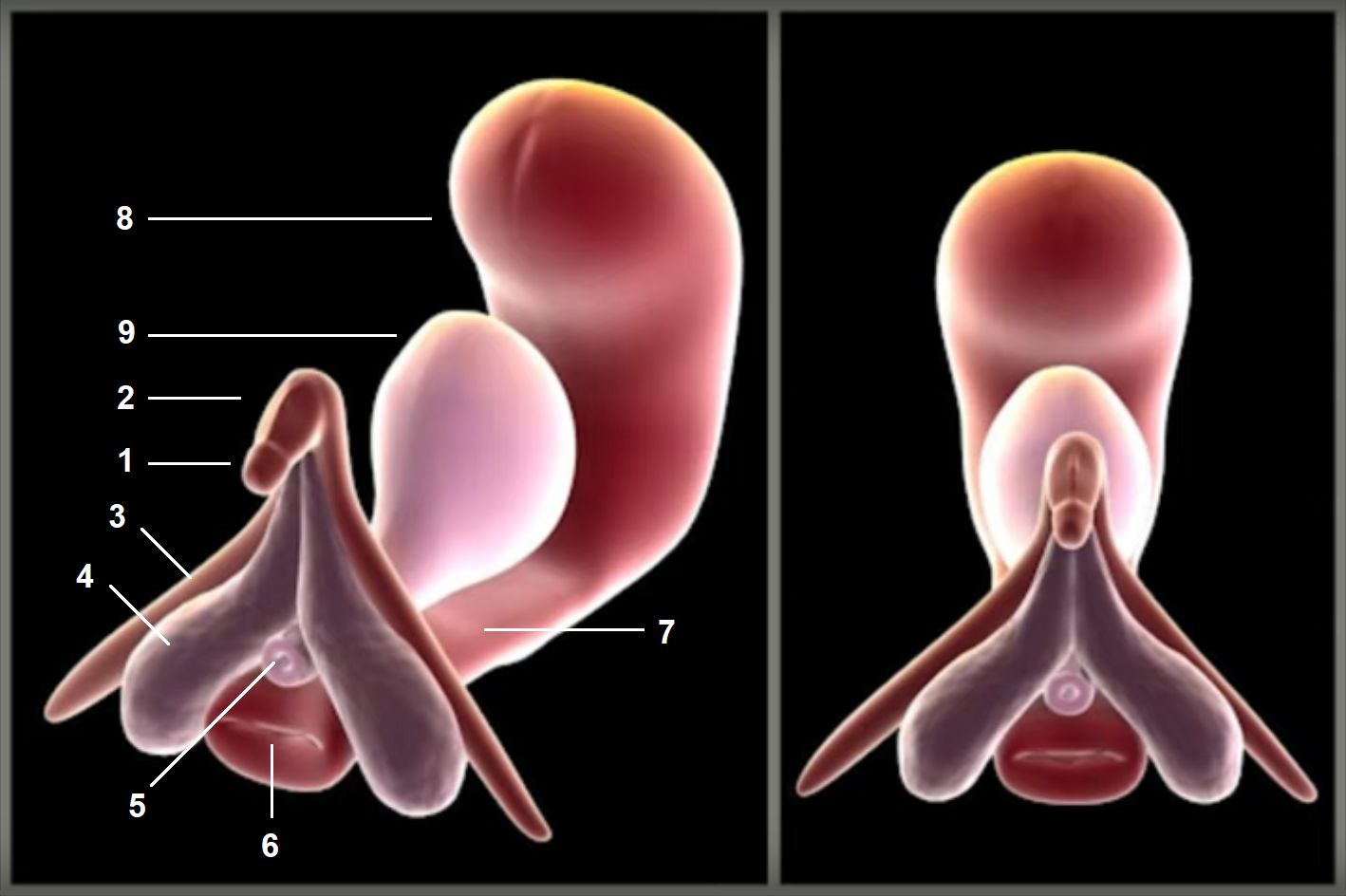
Тривимірна репрезентація клітора Гелен О'Коннелл. 1 — голівка клітора; 2 — тіло клітора; 3 — ніжки клітора; 4 — кліторальні (вестибулярні) цибулини (цибулини присінка); 5 — уретра; 6 — вагінальний отвір; 7 — вагіна; 8 — матка; 9 — сечівник.

Зазвичай жінкам для досягнення оргазму потрібна пряма стимуляція клітора. Для стимуляції частини клітора, концептуалізованої як G-точка, існують спеціальні фалоподібні секс-іграшки з вібратором з твердого пластику, силікону, гуми. Рівень проникнення під час використання вібратора залежить від жінки. Існують також кліторальні вібратори й комбіновані, які можуть стимулювати й G-точку, і вульву, і клітор.
Дослідження 1981 року показало, що стимуляція передньої стінки вагіни призвела до збільшення зони на 50 % і, за самооцінкою, сильнішого збудження й оргазму. 1983 року проводилось обстеження 11 жінок, у яких шляхом пальпація всієї вагіни за годинниковою стрілкою. Після дослідження було повідомлено, що під час стимуляції передньої стінки в чотирьох жінок спостерігалась специфічна реакція. Був зроблений висновок, що це місце і є G-точка. У 1990 році відбулося дослідження з допомоги анонімного опитування, яке розіслали 2350 жінкам США і Канади. Відгукнулося 55 % респонденток, з яких 40 % повідомили щодо виділення рідини в момент оргазму, і 82 % зазначили про чутливу зону. 
У сучасних дослідженнях доведено, що кліторальний оргазм і G-точка мають однакове походження. Мастерс і Джонсон першими установили, що структура клітора розгалужена уздовж і всередину статевих губ. Вивчаючи цикл жіночих сексуальних реакцій, вони виявили, що кліторальний і вагінальний оргазми мають однакові стадії фізіологічних реакцій. Вчені встановили, що більшість респонденток могли досягнути лише кліторального оргазму, тоді як меншість лише вагінального. На основі цього дослідження Мастерз і Джонсон довели, що клітор є основним джерелом оргазмів. Також вони аргументували, що під час статевого акту стимулюється його капюшон за допомогою тертя.
Науковці університету Л'Аквіла, використовуючи ультрасонографію, у 2009 році довели, що у жінок, які мають оргазми від вагінального сексу, статистично більше шансів мати товстішу тканину на передній стінці вагіни. Вчені вважають, що результати дозволяють жінкам робити швидкий тест для підтвердження наявності G-точки. Професор генетичної епідеміології Тім Спектор, співавтор дослідження, який ставив під сумнів існування G-точки, завершив його й також висунув гіпотезу про товстішу тканину в зоні G-точки. Він заявляє, що це може бути частиною клітора, а не окремою ерогенною зоною.
Підтвердженням для аргументів Спектора стало опубліковане 2005 року дослідження австралійської урологині Гелен О'Коннелл. У статті описувалося вивчення розміру клітора і припускалося, що кліторальна тканина простягається і на передню стінку вагіни. Дослідниця стверджує, що це поєднання зв'язків є фізіологічним поясненням щодо припущень про G-точку й отриманням знань щодо вагінальних оргазмів, з урахуванням стимуляції внутрішніх частин клітора під час вагінального сексу. О'Коннелл з допомогою МРТ показала взаємозв'язок між ніжками й цибулинами клітора та еректильними клітинами його голівки й тіла, дистальним відділом уретри та вагіною. За словами вченої: «Стінки вагіни насправді клітор». Також вона додала, що «якщо зняти тканину з вагіни на бічних стінках, то можна побачити цибулини клітора, трикутне, серпоподібне скупчення еректильної тканини». Інші науковці, включно з О'Коннелл, виконували розтин жіночих геніталій на трупах. Вони використовували фотографії для кадрування структури нервів у кліторі.
Французькі дослідники Оділь Буїссон і П'єр Фолдес повідомили про аналогічні до О'Коннелл висновки. 2008 року вони уперше опублікували повну 3D-сонографію стимуляції клітора. У 2009 році доповнили її демонстрацією того, як еректильна тканина клітора наповнюється кров'ю й облягає вагіну. На основі дослідження вчені стверджували, що вагінальний оргазм під час стимуляції G-точки досягається тому, що дуже багато нервів клітора підтягуються до передньої стінки вагіни під час сексуального збудження чи вагінального проникнення. Вони також стверджують, що стимуляція вагіни без збудження клітора неможлива, бо передня стінка вагіни взаємопов'язана з внутрішніми частинами клітора. Публікація у 2009 році дослідження щодо скорочення м'язів промежини й фінгерингу у фронтальній площині показали тісний зв'язок між корінцями клітора і передньою стінкою вагіни. Буїссон і Фолдес припустили, що особливу чутливість передньої стінки можна пояснити тиском і переміщенням корінців під час вагінального проникнення і подальшим скороченням промежини.

### Парауретральні залози
2001 року Федеральний комітет з анатомічної термінології прийняв термін жіноча простата для малих вестибулярних залоз, розташованих у зоні G-точки уздовж передньої стінки біля уретри. Чоловіча простата є біологічно відповідною парауретральним залозам. Неофіційно її називають чоловічою G-точкою, оскільки вона також може бути ерогенною зоною.
Реньє де Грааф ще в 1672 році помітив, що виділення ерогенної зони у вагіні змащуються «приємно під час коїтусу». У сучасних наукових гіпотезах пов'язаних із жіночою еякуляцією під час збудження G-точки розглядають питання, що еякулят, який не містить сечі, можливо, виникає в парауретральних залозах і діє як чоловіча простата щодо KLK3 й ACPP. Це призвело до тенденції називати дані залози жіночою простатою. Крім того, білок PDE5, який бере участь в еректильній дисфункції, також пов'язаний із G-точкою. Через ці фактори стверджувалось, що G-точка є системою залоз і проток, розташованих у передній стінці вагіни. Подібний підхід пов'язав G-точку з губчастим тілом уретри.

## Клінічне значення
Ампліфікація G-точки — процедура, призначена для тимчасового посилення задоволення в сексуально активних жінок з нормальними сексуальними функціями, зосереджуючи увагу на збільшенні розміру й чутливості G-точки. Вона виконується у спосіб пошуку G-точки та запису результатів для подальшого використання. Після знеболювання ділянки місцевим анестезувальним засобом, вводиться людський колаген безпосередньо під слизову оболонку в зону, де, як вважається, знаходиться G-точка.